# 동척투탄사건
동척투탄사건 (東拓投彈事件) 은 1926년 12월 독립운동가 나석주가 동양척식주식회사에 폭탄을 던진 사건이다. 나석주는 한단군관학교 (邯鄲軍官學校)를 졸업한 무관으로 의열단에 가입하였다. 이후 중국인으로 가장하고 국내에 잠입하여 식산은행에 폭탄을 투척했다. 그러나 폭탄은 불발이었다. 다시 동양척식주식회사에 폭탄을 던졌으나 역시 불발이었다. 나석주 의사는 조선철도회사에 가서 일본인들을 사살하고 일본경찰과 대치하다가 권총으로 자살하였다.